# Тирс Кесаријски
Тирс Кесаријски (грч. Θύρσος) је свети мученик који је претрпео прогон у време цара Деција (249–251).
Тирс, је био родом из града Кесарије у Битинији. Прогоњен је у време цара Деција Трајана због оптужбе намесника Кумврикија познатог по суровости према кршћанима. Затворен у тамници, Тирс је након Децијеве смрти добио слободу, а након тога пострадао у Аполонији, заједно са мученицима Левкијем и Калиником.
Око 397. године Флавије Цезарејски саградио је величанствен храм псвећен мученицима Тирсу, Левкију и Калинику изван зидина Цариграда, у који су биле положене њихове мошти. Још један храм је саградио цар Јустинијан у близини Еленијанова, близу Теодосијеве луке у Цариграду.
Православна црква прославља мученика Тирса, заједно са Левкијем и Калиником 14. децембра по јулијанском календару. 